# Сонсорольский язык
Сонсоро́л — язык, распространенный на Юго-Западных островах (Палау) и на Северных Марианских островах. В языке сонсорол два основных диалекта: Сонсорол и Пуло-Анна. Кроме того, языку сонсорол очень близко родственен тобийский, и некоторые лингвисты считают его диалектом сонсорола. Несмотря на то, что на сонсороле говорят больше людей, чем на тобийском, тобийская грамматика описана лучше. На сайте штата Сонсорол есть  раздел о местном языке.

## Грамматика
МЕСТОИМЕНИЯ
- я/мне — ngangu
- ты — her
- он/она — iiye
- мы/нас — his
- они/их — iil
- мой — yai
- твой — yamu
- его/её — yar
- наш — yas
- их — yael

## Примеры
- besi — горячий
- ih — рыба
- mare — мальчик
- naweri — нет
- ungo — да

## Различия в сонсороле и тобийском
| Говорят сонсорол | Говорят тобийцы | Перевод на русский |
| ---------------- | --------------- | ------------------ |
| ngangu           | ngang           | я                  |
| besi             | bech            | горячий            |
| ingaet           | inget           | когда?             |
| rai              | hariweich       | ребенок            |
| faifire          | feifir          | девушка            |
| faruya           | faruh           | остров             |
| iil              | he              | они                |
| deo              | sewo            | один               |
| luwou            | huwou           | два                |
| doruw            | soruo           | три                |